# Lila Leeds
Lila Leeds, née Lila Lee Wilkinson le 28 janvier 1928 à Iola et morte le 15 septembre 1999 à Canoga Park, est une actrice américaine.

## Filmographie
- Le Vantard (en) (The Show-Off) (1946)
- La Dame du lac (1947)
- Le Pays du dauphin vert (1947)
- Le Fils du pendu (1948)
- Graine de faubourg (City Across the River) (1949)
- Plaisirs interdits (1949)